# Federação Macedônia de Hóquei no Gelo
A Federação Macedônia de Hóquei no Gelo é o órgão que dirige e controla o hóquei no gelo da República  da Macedónia, comandando as competições nacionais e a seleção nacional.